# Universidad Soongsil
Universidad Soongsil es una universidad privada cristiana en Corea del Sur. El campus está ubicado en 369 Sangdo-ro, Dongjak-gu, Seúl.
Universidad Soongsil fue fundada el 10 de octubre de 1897 en Pyongyang como una escuela privada por William M. Baird, un misionero de la Iglesia Presbiteriana de los EE. UU. Junta de Misiones Extranjeras. En 1900 la escuela se convirtió en una escuela secundaria oficial de 4 años. En octubre de 1901, la escuela fue nombrada Soongsil Hakdang (숭실 학당, Soongsil Academy). 

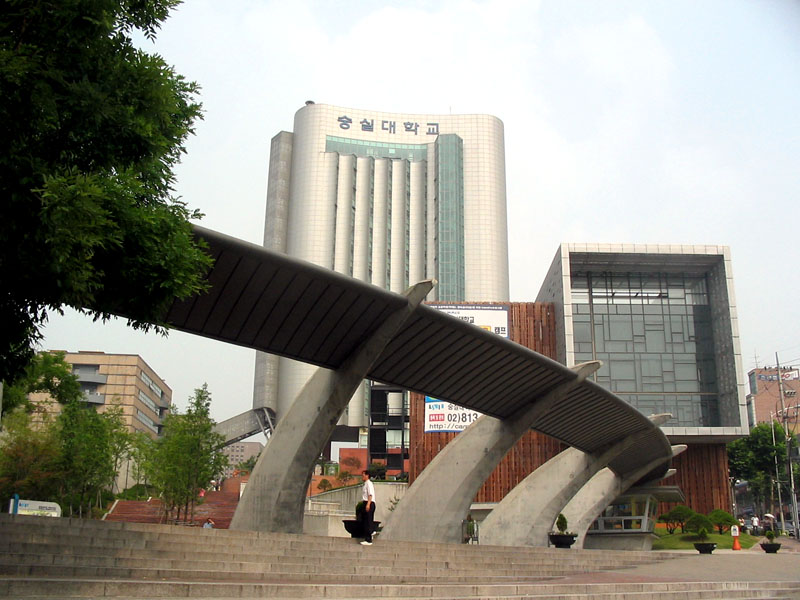
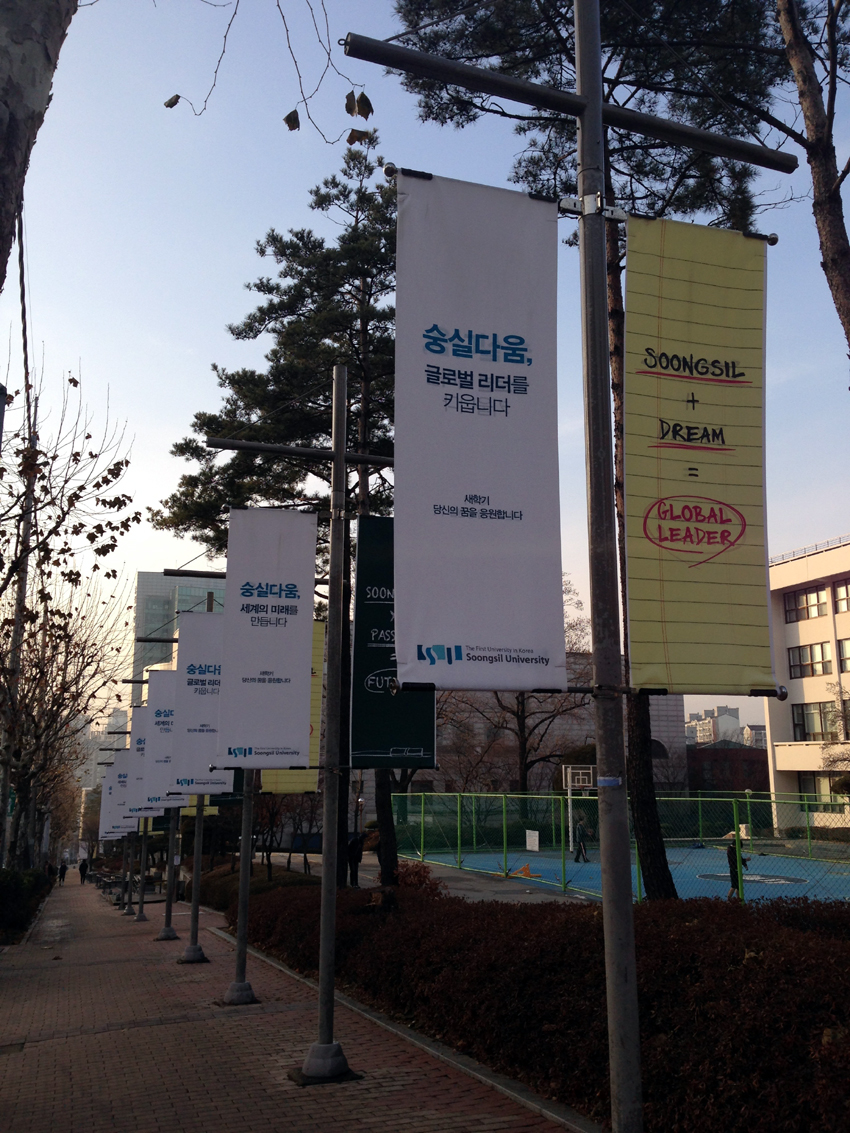
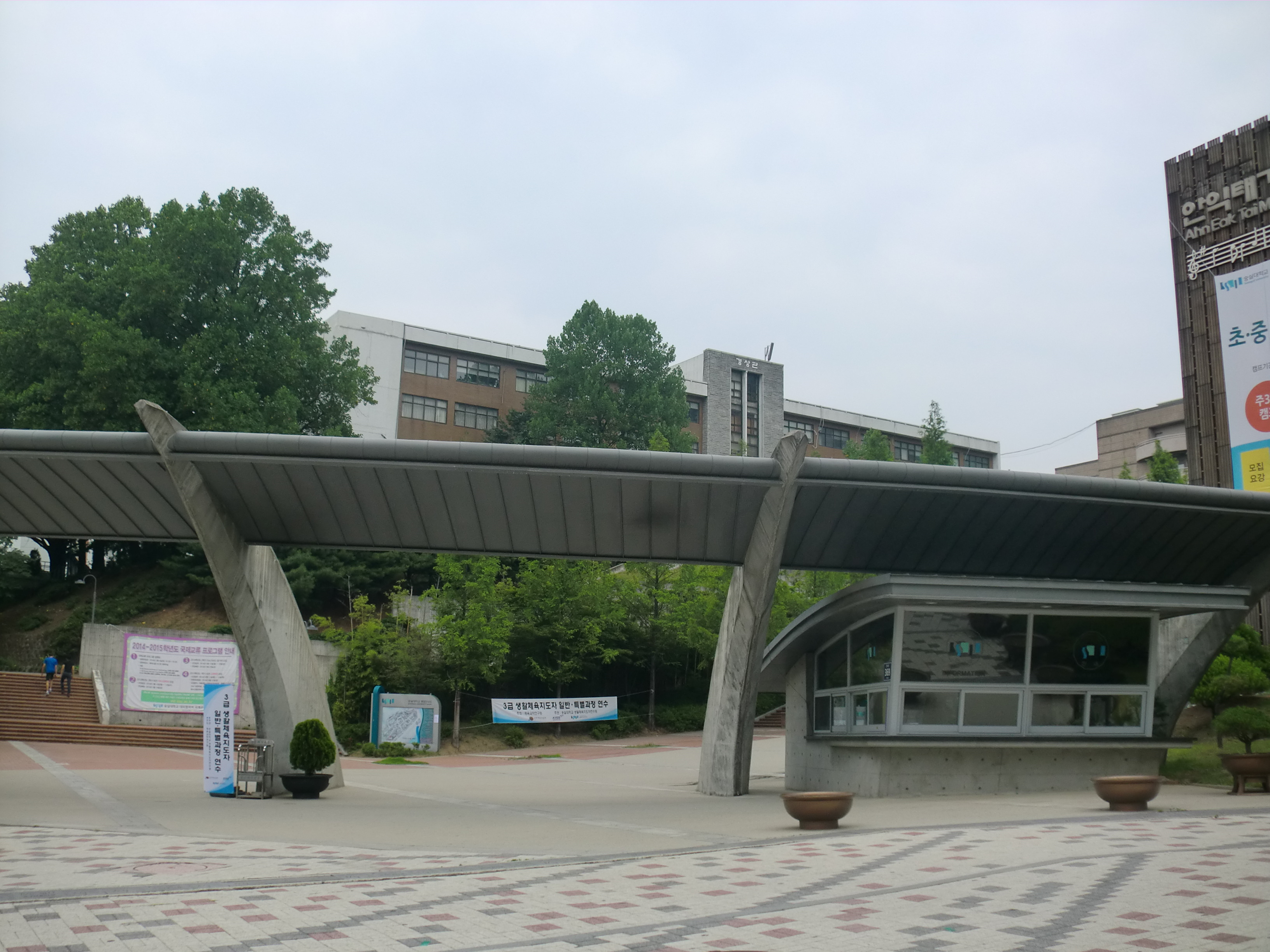

- Wikimedia Commons alberga una categoría multimedia sobre Universidad Soongsil.

## Escuela de Graduados
- Escuela de Graduados General
- Escuela de Graduados Especiales 
  - Escuela de Graduados de la Industria
  - Escuela de Graduados de la Pequeña Empresa
  - Escuela de Graduados de Superior de Ciencias de la Información
  - Escuela de Graduados de Trabajo y Relaciones Laborales
  - Escuela de Graduados en Superior de Bienestar Social
  - Escuela de Graduados en Educación
  - Escuela de Graduados de Estudios Cristianos
  - Escuela de Graduados de Negocios Global

- Datos: Q489331
- Multimedia: Soongsil University / Q489331